# Laurent Degos
Pour les articles homonymes, voir Degos.
Laurent Degos, né le 9 juillet 1945 à Paris, est un professeur émérite d’hématologie à l’université de Paris-Cité. Fondateur et premier président du collège de la Haute Autorité de Santé (HAS), il est membre correspondant de l'Académie des sciences depuis 1996.

## Biographie
Laurent Degos obtient son doctorat de médecine en 1976 et son doctorat d'université de Biologie Humaine en 1973 à l'université Paris Diderot (université Paris-Cité actuellement). Il est interne des hôpitaux de Paris (1967) et obtient son Master « Management of biomedical research » en 1983 de Harvard School of Public Health. Il est nommé professeur d'Hématologie à l'université Paris-Diderot (1979) et chef du service clinique des maladies du sang à l'hôpital Saint Louis à Paris (1990-2005).
Proche collaborateur de l'immunologue Jean Dausset (Prix Nobel 1980) depuis 1969, il lui succède en 1980 à la tête du laboratoire d'immunogénétique (Inserm). Il est élu Councillor for International workshops of Histocompatibility (Los Angeles 1980). Il découvre des gènes et des allèles du complexe d'histocompatibilité, fait des innovations en génétique formelle (déséquilibre de liaison) et en génétique des populations (sélection, distance génétique).
Président et Fondateur de la Haute Autorité de santé (2005-2011), autorité à caractère scientifique et technique indépendante. Président de l’AFSSAPS (Agence Française de Sécurité sanitaire des produits de santé), évaluation des médicaments et dispositifs médicaux actuellement ANSM (2003-2005) et de l’EFG (Etablissement Français des Greffes) (devenu Agence de la biomédecine) (2003-2005). Il est également vice-président de l’Institut Curie entre 2011 et 2014 puis vice-président de l’Institut Pasteur entre 2014 et 2016.
En tant que responsable de recherche, Laurent Degos est élu dans plusieurs commissions d'évaluation (Inserm, CNRS, Conseil National des Universités), Directeur de l'Institut Universitaire d'hématologie (Paris-Diderot), élu Conseiller des "International workshops of histocompatibility" (Los Angeles 1980), Président des congrès internationaux (European Association of hematology EHA Amsterdam 1994, International Society for Quality and Health Care (Paris ISQUA 2010), Conférence Health and Tech (Paris 2017). Son expérience et l'absence de conflit d'intérêts en raison de son poste dans les agences nationales lui permettent d'être appelé dans diverses institutions comme conseiller. De plus, il s'intéresse à la nouvelle génération, écrivant des livres scientifiques pour les enfants, des manuels pour les étudiants, cofondateur et membre du conseil d'administration du MURS, (science et devenir de l'Homme). Ayant été directeur de l’Unité Inserm U 93 (1981-1993), directeur de l’Institut Universitaire d’Hématologie (1993-2003 Université Paris-Diderot), directeur de l’école doctorale de biologie et biotechnologie (1993-2003), il est acteur dans le débat actuel sur l'intégrité scientifique.
Il a un large champ disciplinaire en sciences médicales (biologie moléculaire, biologie cellulaire, essais cliniques) et étudie des disciplines transversales (immunologie, oncologie, hématologie, génétique, transplantation, santé publique). Il a apporté ses compétences en tant que président de conseils scientifiques d'institutions publiques (Délégué à la Recherche Clinique de l'Ile-de-France, Président du Conseil scientifique de l'AP-HP) ou privés (Genset, IEPS, Institut des politiques de Santé). Il siège actuellement aux conseils d'administration de sociétés émergentes (Care Insigth), conseils scientifiques (2e avis) ou conseils stratégiques (Echopen, Metaflora). Il montre également sa capacité à regrouper les forces interdisciplinaires et multidisciplinaires pour les politiques de recherche et de santé dans le cadre de la Bioalliance, des sociétés médicales européennes dans le cadre du Scientific Panel for Health (SPH 2014-2020), de la commission européenne (DGRTD) et il joint avec succès les États membres européens en cofondant Eunet HTA pour l'étude de l'efficacité comparative des produits de santé et en dirigeant Eunet PAS pour la recherche en sécurité des patients.
Laurent Degos participe à des conseils scientifiques et exerce des responsabilités politiques au Conseil de l'Europe (Histocompatibilité 1980), à la DG Sanco (Eunet HTA 2005-2011 EuNetPAS 2007-2011) et à la DG RTD (comité de pilotage du Scientific Panel for Health SPH 2015-2020). Il fait preuve d'autorité et d'indépendance en tant que conseiller scientifique invité pour la préparation de la USA Affordable Care Act (ACA) portant sur la recherche comparative sur l'efficacité, représentant la France aux côtés de 3 autres membres du Royaume-Uni, d'Allemagne et d'Australie, et membre invité du comité de nomination en Chine pour le CAS (Chinese Academy of Sciences) institute for translational medicine (Canton). Il est également membre du Groupe de haut niveau pour la santé à l'OCDE et co-président du conseil scientifique avec Chen Zhu (ancien Ministre de la Santé, actuellement vice-président de l'Assemblée du Peuple de Chine) de la Fondation sino-française pour les sciences et la technologie (FFCSA) entre la Chinese Academy of Sciences et Académie des sciences de France (2011-2017).

## Famille
Fils de Robert Degos (1904-1987),professeur de dermatologie (Université de Paris), Laurent Degos a pour frères : Jean-Denis (1937-2001), professeur de neurologie (Université Paris Est-Créteil), et Claude-François (né en 1939), professeur de neurologie (Sorbonne université) et une sœur Bernadette Flamant. La famille Degos est originaire de Mugron (Landes) avec plusieurs générations de médecins de campagne : Jean-Baptiste (1797-1859), Alfred (1840-1925) et Louis (1873-1928) son grand-père. Il est élu Président de l'Association historique et culturelle du pays de Mugron (2022).
Il épouse Françoise Fouchard, praticienne hospitalière (hépatologue) le 16 décembre 1971. Il a trois enfants, Juliette Barbarin, juriste, Cécile Degos-Petit, scénographe et Vincent Degos, professeur d'anesthésie-réanimation (Sorbonne Université).

## Travaux scientifiques
Laurent Degos a défini les glycoprotéines plaquettaires,, récemment utilisées comme cibles pour l'anticoagulation. Sa vision originale et anti-dogmatique a permis de découvrir comment transformer une cellule maligne en cellule normale, (1982),avec les médecins de Shanghai (Chine) dont Wang Zhen Yi et Chen Zhu dans le cas de la leucémie aiguë la plus sévère (leucémie promyélocytaire aiguë) qui se guérit désormais facilement et définitivement dans tous les cas « standard » avec deux produits naturels, un dérivé de la vitamine A et l’Arsenic, sans chimiothérapie ni greffe de moelle, ouvrant ainsi une nouvelle approche du traitement du cancer (traitement par différenciation de la cellule maligne, médecine personnalisée, traitements de précision, traitements ciblés) récompensée par plusieurs prix internationaux, notamment par le prix General Motors, le plus prestigieux pour la recherche en cancer,,,,,,,. Il a également poursuivi ses recherches en sciences sociales, économiques et humaines,en tant que Président de la Haute Autorité de Santé (2005-2011), où il a dirigé un collège de 8 membres exécutifs, 400 collaborateurs de haut niveau, 3000 experts, (62 000 KE) pour évaluer les technologies en santé, faire des recommandations de bonnes pratiques, certifier les établissements de soins, et apporter des avis médico-économiques, après avoir été Président de l’Afssaps (Agence du médicament) (2003-2005) et Président de l’Établissement Français des greffes (2003-2005) (transformé en Agence de Biomédecine en 2004). 

## Principaux ouvrages
Il est l'auteur de nombreux ouvrages, parmi lesquels :
- ABCD de HLA, Masson 1987 et 1990
- Le don reçu, Plon 1990
- Les greffes d'organes, Flammarion 1994
- Textbook on malignat hematology, Dunitz 1999 et 2005
- Cloner est-il immoral ? Le Pommier 2002
- Peut-on vaincre le cancer ? Le Pommier 2004
- Mon corps : cent mille milliards de cellules. Le Pommier 2005
- Les organes de mon corps. Le Pommier 2005 et 2014
- Santé : Sortir des crises. Le Pommier 2011
- Éloge de l'erreur. Le Pommier 2013
- Qui décide de ma vie et de ma mort. Le Pommier 2015
- Quelle politique de Santé pour demain ? Le Pommier 2016
- 1968, auprès de Général de Gaulle. Temporis 2021

## Honneurs et distinctions

### Instances scientifiques et d’administration de la recherche
- Membre du directoire du Mouvement Universel de la responsabilité Scientifique (MURS) (1975-)
- Membre de la commission scientifique spécialisée de l’Inserm “Biologie et pathologie moléculaire générale, immunologie générale, génétique, virologie générale, bactériologie, parasitologie” (1979-1982).
- Membre du conseil scientifique de l'Inserm (1983-1986).
- Président du conseil scientifique de l'Institut d'hématologie (1990).
- Président du conseil scientifique de Genset (1990-2003).
- Président du conseil scientifique de l'Institut des études de politique de santé (1994).
- Président du conseil scientifique de l'Assistance publique - Hôpitaux de Paris (1995, réélu en 1999).
- Délégué régional pour la recherche clinique (1995-2002).
- Président de l’Afssaps (Agence française de sécurité sanitaire des produits de santé) et de l’Agence de la biomédecine.
- Président du collège de la Haute autorité de santé - HAS (2005-2010).
- Rédacteur en chef de la Presse médicale (1979-1983).
- Rédacteur en chef de The Hematology Journal (1999-2002).
- Membre du comité de rédaction et membre fondateur de la revue médecine/sciences (1985-1998).
- Éditeur associé de Leukemia (1989) et Annals of hematology (1990).
- Vice-président de l'Institut Curie (2011-2014)
- Vice-président de l'Institut Pasteur (2014-2017)
- Vice-président de Paris Biotech (2014-)

### Sociétés savantes - Académies
- Membre de l’American Society of Hematology.(ASH)
- Membre de l'European Society of Science
- Membre de l'American Associate Cancer Research.
- Councilor of international histocompatibility (depuis 1980).
- Membre du Haut comité de la sécurité transfusionnelle (1992-1995).
- Membre du comité scientifique international du Guangzhou Institute of Biomedicine and Health, Académie Chinoise des sciences de Chine.
- Membre correspondant de l'Académie des sciences, Institut de France (1996)[2].
- Docteur honoris causa de l’université de Shanghai n°2, (Université Jiao-Tong) Chine.
- Secrétaire général de l’European Hematology Association (1997-2000).
- Expert international society for Quality of Health and Health Care (ISQUA) (2012-)
- Membre de l'Académie nationale de médecine (2011-)

### Distinctions - Prix
- Prix de l'Académie des sciences - Institut de France (1979 et 1984).
- Prix de la Ligue contre le cancer (1978 et 1993).
- Prix de l'Institut des sciences de la santé (1988).
- Élu médecin de l'année, avec Wang Zhen Yi (1991).
- Leukemia Resaerch Funds Lecture (Londres 1992)
- Prix Sven Killmann – Leukemia, (Gènes, Italie 1992).
- Prix General Motors avec Zhen-Yi Wang, (Washington 1994).
- Prix Loubaresse de l'Institut Curie avec Anne Dejean (1996).
- Prix de la Fondation Charles Brupbacher avec Zhen-Yi Wang, Zurich (1997).
- Prix Jean-Bernard de la Fondation pour la recherche médicale (2002).
- Prix Gagna et Van Heck avec Anne Dejean, Bruxelles (2003).
- Prix Mitjaville de l’Académie de médecine (2004).
- Eisenberg Lecture (Washington 2008)
- Jean Bernard Award (EHA, Amsterdam, 2012)
- Global leader lecture (ISQUA, Dublin 2014)
- Sino-French Friendship Award (Jinan 2019)

## Décorations
- Officier de la Légion d'honneur (Il est élevé au grade de Chevalier le 9 juillet 2002, puis au grade d'Officier le 1er janvier 2014)[31] ;
- Officier de l'ordre national du Mérite 3 avril 1987 ;
- Officier de l'ordre des Palmes académiques 17 juillet 2018[32].